# Márcio Rodrigues Araújo
Márcio Rodrigues Araújo (* 11. Juni 1984 in São Luís) ist ein ehemaliger brasilianischer Fußballspieler. Der Rechtsfuß wurde vorwiegend im defensiven zentralem Mittelfeld eingesetzt.

## Karriere
Araújo begann seine Laufbahn u. a. in der Jugendabteilung von Atlético Mineiro in Belo Horizonte. Bei diesem schaffte der Spieler 2003 auch den Sprung in den Profikader. In der Série A 2003 betritt er zehn Spiele für den Klub. Nach einem zwischenzeitlichen Leihgeschäft für die Saison 2005 an den unterklassigen Guarani FC, kam er im Folgejahr zurück und wurde mit Mineiro Meister in der Série B. Danach ging der Spieler 2007 auf Leihbasis nach Japan zum Kashiwa Reysol. Hier konnte er sich aber nicht durchsetzen, so dass er, mit insgesamt nur neun Spielen in Liga und Pokal, zum Frühjahr 2008 wieder für Atlético Mineiro auflief.
2010 wechselte Araújo dann von Minas Gerais zu SE Palmeiras, wo er von Beginn an als Stammspieler auftrat. Am 8. Juni 2011 bestritt der Spieler das 100. Spiel für Palmeiras und wurde vom Klub entsprechend geehrt. Nach der Saison 2012 begleitete er den Klub in den Abstieg in die Série B. Dem Klub gelang in der Folgesaison 2013 der direkte Wiederaufstieg. Araújo wechselte aber 2014 zum CR Flamengo. Nach auslaufen seines Vertrages Ende 2017, wurde Araújo von Chapecoense unter Vertrag genommen. Ende 2019 verließ er den Klub wieder.
2020 lief Araújo zunächst für den CS Alagoano in der Staatsmeisterschaft und der Série B auf. Im Oktober wechselte er in die Série A zu Sport Recife. Der Kontrakt erhielt eine Laufzeit bis Juni 2021. Ende Juli gab dann der Sampaio Corrêa FC seine Verpflichtung bekannt. Mit Abschluss des Jahres beendete er seine aktive Laufbahn.

## Erfolge
Atlético Mineiro
- Série B: 2006

Palmeiras
- Copa do Brasil: 2012
- Série B: 2013

Flamengo
- Staatsmeisterschaft von Rio de Janeiro: 2014, 2017

Chapecoense
- Recopa Catarinense: 2018